# Lipce (gromada)
Lipce – dawna gromada, czyli najmniejsza jednostka podziału terytorialnego Polskiej Rzeczypospolitej Ludowej w latach 1954–1972.
Gromady, z gromadzkimi radami narodowymi (GRN) jako organami władzy najniższego stopnia na wsi, funkcjonowały od reformy reorganizującej administrację wiejską przeprowadzonej jesienią 1954 do momentu ich zniesienia z dniem 1 stycznia 1973, tym samym wypierając organizację gminną w latach 1954–1972.
Gromadę Lipce siedzibą GRN w Lipcach (od 1984 nazwa Lipce Reymontowskie) utworzono – jako jedną z 8759 gromad na obszarze Polski – w powiecie skierniewickim w woj. łódzkim, na mocy uchwały nr 39/54 WRN w Łodzi z dnia 4 października 1954. W skład jednostki weszły obszary dotychczasowych gromad Drzewce, Lipce, Mszadla i Wola Drzewiecka ze zniesionej gminy Słupia w powiecie skierniewickim oraz obszar dotychczasowej gromady Chlebów ze zniesionej gminy Łyszkowice w powiecie łowickim. Dla gromady ustalono 27 członków gromadzkiej rady narodowej.
Gromada przetrwała do końca 1972 roku, czyli do kolejnej reformy gminnej. Na okres trzech miesięcy Lipce utraciły funkcje administracyjne, ponieważ dopiero 1 kwietnia 1973 w powiecie skierniewickim utworzono gminę Lipce (od 1984 nazwa gmina Lipce Reymontowskie).